# Кавасима Јошико
Кавасима Јошико (транслит. ; Пекинг, 24. мај 1907 — Пеипинг, 25. март 1948) је била манџурска принцеза и шпијунка, која је одгајана као Јапанка. Стрељао ју је Куоминтанг као јапанског шпијуна 1948. године. Позната је као источна Мата Хари, а носила је надимак Источни Драгуљ. Њено право име име Аисин Гиоро Ксианју.

## Биографија
Рођена је у царској манџурској породици. Након револуције у Кини усвојио ју је Јапанац Нанива Кавашима. Добила је ново јапанизирано име Кавасима Јошико. Образовала се у Јапану. Након покушаја самоубиства, почела је носити мушку одећу од своје 17. године. Према једној теорији мушку одећу је почела носити након што ју је наводно силовао поочим.

## Шпијунска каријера
Послали су је у Манџурију, где је радила као јапански шпијун. Звали су је Источни Драгуљ. У Шангају се током прославе Нове године срела са Такајоши Танаком из шангајске специјалне службе. Танака је сарађивао са Кенџијом Доихаром на организацији шпијунске мреже у Кини. Источни Драгуљ је играла важну улогу у шпијунској мрежи у Кини. Познавала је царску породицу и посебно последњег кинеског цара Пу Јиа. Пу Ји ју је звао да сматра његов дом својим док год се налази у Тјенцину. Она је наговорила Пу Јиа да се врати у Манџурију и да постане цар марионетске државе Манџукуо.
Након постављања Пу Јиа за цара Манџукуа наставила је да ради и даље за јапанску службу. Била је љубавница генерал-мајора Хајао Таде, који је био главни војни саветник Пу Јиа. Створила је 1932. противгерилске снаге од 3 до 5 хиљада људи, које су се састојале од пријашњих герилаца. Јединицу је понудила и Јапанцима, али нису је прихватили.
Касније је наводно наплаћивала постотак од уцена киднапованих богатих трговаца. Кинези су је ухапсили у новембру 1945. Суђено јој је 1948. и осуђена је на смрт.
Њена прича описана је и у филму Последњи кинески цар, где се појављује као Источни Драгуљ.